# 森悠也
森 悠也（もり ゆうや、1986年 - ）とは、日本の作曲家、編曲家、ピアニスト。FAIR WIND music所属。

## 概要
4歳からピアノを始め、14歳から作曲を始める。
2009年に東京音楽大学卒業。半年後、NHKドラマ『ROMES/空港防御システム』の音楽を担当、作曲家デビューを果たす。
オーケストラを得意とし、「若手のホープ」と呼ばれるほど各方面から高い評価を受けている 。

## 作品

### アニメ
- 生徒会役員共（2010年 - 2021年）
- 放課後ミッドナイターズ（2012年）※オーケストレーション
- キャプテンハーロック -SPACE PIRATE CAPTAIN HARLOCK-（2013年）※オーケストレーション
- ブラッククローバー（2016年）※OVA
- スーパードラゴンボールヒーローズ　プロモーションアニメ（2018年-2023年）
- 怪物事変（2021年）
- コタローは1人暮らし（2022年）
- THE NEW GATE（2024年）※斎木達彦、土田美咲、田中津久美と共同

### ドラマ
- ROMES/空港防御システム（2009年）
- 満福少女ドラゴネット（2010年）
- ジャングル・フィーバー（2016年）
- ウルトラマンタイガ（2019年）

### 実写映画
- 鋼の錬金術師（2017年）
- 劇場版 ウルトラマンタイガ ニュージェネクライマックス（2020年）[3]